# スラップ・ショット
『スラップ・ショット』（Slap Shot）は、1977年のアイスホッケーを題材としたスポーツ映画、アメリカ映画。

## あらすじ
ペンシルバニア州チャールズタウン（注：架空の町）では、地元の製鉄所が閉鎖され、1万人の労働者が解雇されようとしており、最下位にあえいでいるマイナーリーグのアイスホッケーチーム、チャールズタウン・チーフスの存続も脅かされている。選手たちはやる気を失っており、ファンも離れてしまっている。選手兼コーチのレジー・ダンロップは、チームの殆どのメンバーと同様、ホッケー以外で食べて行ける見通しが無いことから、選手たちにやる気を出させるために、フロリダ州の団体への売却の可能性についての話をでっち上げ、チームの人気が高まれば、その様な身売りの話にも実現性が出て来るのではないかと期待する。
一方、チームのケチな監督ジョー・マグラスはホッケー用具を売却し始める一方、ハンソン3兄弟をチームに雇い入れる。ハンソン3兄弟は遠征時のスーツケースにオモチャを詰め込んでくるような知的レベルの低さを露呈する。ダンロップは観客を喜ばせようと、先ずは相手のゴールキーパーを挑発して乱闘に持ち込む。チーフスのファンが暴力的なプレーに喜ぶのを見たダンロップは、ハンソン兄弟を出場させる。兄弟たちは相手チームへの暴行がプレーの中心となる始末だ。一部の選手は暴力的プレーを余り行わないが、暴力的プレーはファンを興奮させ、収益を増やし、ダンロップによるフロリダへの身売りという嘘にも少しだけ信憑性が出てくる。
チームの得点王であるネッド・ブレーデンは乱闘への参加を拒否する。ダンロップはブレーデンの夫婦問題に触れてブレーデンを焚き付けようとするが上手くいかない。チーム総出の乱闘になることもしばしばで、中には、試合開始前に乱闘になることさえある。観客に暴力を加えたハンソン兄弟を逮捕するために地元警察がロッカールームに乗り込んで来るようなことさえ発生する。しかし、チーフスは順位を上げ、優勝さえも視野に入って来る。ダンロップはフロリダへの身売りの自分の案を売り込むため、チームのオーナーの身元を探ろうとし始める。
彼はチーム・オーナーのアニタ・マッケンブリッジに会うことが出来たが、暴力によってチームの人気と価値を高めようとした彼の努力が無駄であったことを悟る。マッケンブリッジは税金対策のためにチームを所持していたに過ぎず、彼女にとってのより良い方策は税金を減らすためにチームを解散することであると言ったからである。ダンロップは、これが自分が出場する最後の試合だと思い、優勝決定戦では暴力を止めることを決め、他の選手たちもこれに同意する。しかし、対戦相手のシラキュースは、狂暴な「悪党」を揃えてきている（多くがこれまで出場停止処分を受けたり、投獄されたりしている）。非暴力の「昔ながらのホッケー」でプレーした第1ピリオドでは大量リードを許してしまい、熱狂的なファンからブーイングを浴びせられ、激怒したマグラスは、ナショナルホッケーリーグのスカウトたちがこの試合を見ているのだと選手たちを刺激する。ダンロップと他の選手たち（ブレーデンを除く）は直ちに乱闘モードに戻る。 
試合はホッケーの競技は行われず、乱闘のみとなり、ファンは大喜びするが、ブレーデンだけはベンチから傍観している。彼は別居中の妻がチーフスを応援しているのを見て、自分だけが乱闘に加わらないことのおかしさに気づき、同様に過激な（しかし非暴力的な）やり方を取る。それは、リンクで生ストリップショーを行うことだった。最初はファンも選手も混乱するが、すぐにそれを楽しみ始める。シラキュースのキャプテン、ティム・マックラケンがブレーデンの「わいせつな」ショーに抗議し、審判を殴りつけると、シラキュースは失格となり、チーフスが優勝となる。優勝はしたものの、チーフスはチームとしては終わりで、ダンロップはチームメイトを連れて行く積りで、ミネソタ・ナイトホークスでの選手兼コーチとしてのオファーを受け入れる。

## キャスト
| 役名             | 俳優                     | 日本語吹替 | 日本語吹替 | 日本語吹替 |
| 役名             | 俳優                     | フジテレビ版 | ソフト版 |            |
| ---------------- | ------------------------ | --- | --- | ---------- |
| レジ             | ポール・ニューマン       | 羽佐間道夫 | 菅生隆之 |            |
| ネッド           | マイケル・オントキーン   | 小川真司 | 木下浩之 |            |
| ジョー           | ストローザー・マーティン | あずさ欣平 | 大竹宏 |            |
| 殺し屋カールソン | ジェリー・ハウザー       | 石丸博也 | 西凜太朗 |            |
| フランシーヌ     | ジェニファー・ウォーレン | 北島マヤ | 松岡洋子 |            |
| リリー           | リンゼイ・クローズ       | 戸田恵子 | 金沢映子 |            |
| スザンヌ         | メリンダ・ディロン       | | |            |
| シャーリー       | スージー・カーツ         | | |            |
| アニタ           | キャスリン・ウォーカー   | | |            |
|                  | ポール・ドゥーリイ       | | |            |
| 不明 その他      |                          | 山内雅人 納谷六朗 田原アルノ 筈見純 津田英三 田中幸四郎 山本竜 水野龍司 笹岡繁蔵 近藤多佳子 伊井篤史 村松康雄 佐々木祐子 江本はつみ 滝沢博子 高橋なづき 峰恵研 幹本雄之 | 鳥海勝美 小森創介 荒川大三郎 落合弘治 田中正彦 荒川太郎 咲野俊介 青山穣 志村知幸 滝沢ロコ 小室正幸 名越志保 横島亘 中嶋一成 堀江真理子 河野智之 杉本ゆう 斉藤次郎 田原アルノ |            |
|                  |                          | | |            |
| 演出             | 演出                     | 小林守夫 | |            |
| 翻訳             | 翻訳                     | 飯嶋永昭 | 高山美香 |            |
| 効果             | 効果                     | 遠藤堯雄 桜井俊哉 | |            |
| 調整             | 調整                     | 前田仁信 | |            |
| 制作             | 制作                     | 東北新社 | |            |
| 解説             | 解説                     | 高島忠夫 | |            |
| 初回放送         | 初回放送                 | 1983年2月5日 『ゴールデン洋画劇場』 | |            |

※ 2018年10月11日発売の『ユニバーサル思い出の復刻版 ブルーレイ』にはソフト版に加え、フジテレビ版の吹替も収録。

## 名物キャラ
- ハンソン兄弟（英語版）：三つ子ではないのに顔がそっくりな三兄弟。一年ずつ歳が違う。行動が子供っぽい。

アメリカでは幅広い人たちに人気で90年代には彼らをモデルにしたアクションフィギュアがスポーンで有名なマクファーレントイズから発売されている。

## 挿入歌
- 愛とは強いもの（マキシン・ナイチンゲール）
- リアノン（フリートウッド・マック）
- セイ・ユー・ラヴ・ミー（フリートウッド・マック）
- 恋の魔法使い（レオ・セイヤー）
- 悲しみのバラード（エルトン・ジョン）
- ア・リトル・ビット・サウス・オブ・サスカトゥーン（ソニー・ジェームズ）

## 備考
脚本はナンシー・ダウドという女性で、ハル・アシュビー監督の反戦映画『帰郷』も手がけている。この映画にも、『帰郷』では直接的に表現されていたような反戦やフェミニズムの思想が、男のストリップという形で暗喩的に表現されているといえよう。
また本作品は、後に作られた映画のいくつかに影響を与えていると思われる。チームのオーナーがマッチョイズムに批判的な女性である、という部分は『メジャーリーグ』『エニイ・ギブン・サンデー』など。また、男のストリップは、『フル・モンティ』。好戦的な男社会の行き詰まりをフェミニンなものが突破する、というのは『戦場のメリークリスマス』（のキスシーン）につながる。
リメイクが予定されており、『ラスベガスをぶっつぶせ』などの脚本家ピーター・スタインフェルドがシナリオを手がける予定。

## 続編
- スラップ・ショット2（英語版）（2002年）
- スラップ・ショット3（英語版）（2008年）